# Rufismo
Rufismo è un termine che rappresenta una relativamente vasta variazione del pigmento brown nei gatti. La quantità di rufismo decide se un gatto brown tabby avrà una colorazione brown calda o un colore più grigiastro. Deciderà anche se un gatto rosso avrà uno scuro e caldo rosso o un arancio pallido. La variabilità tra questi due estremi è continua. Quindi, questa caratteristica è probabilmente influenzata da tanti altri geni (poligeneticamente ereditati), i quali sommano effetti positivi e negativi.
Alcuni considerano le macchie brown che a volte si vedono sui gatti silver, come rufismo di alto grado, mentre altri pensano che questo non sia connesso al rufismo. 

## Il rufismo nell'allevamento
La quantità di rufismo è spesso molto importante quando si alleva per i colori, come si fa nei Persiani. Nei gatti brown tabby si desidera avere quanto più rufismo possibile. Ed un Abissino ferale senza un alto grado di rufismo non apparirebbe particolarmente impressionante. Nei gatti rossi, si ottiene un rosso caldo solo con una gran quantità di rufismo: maggiore è il rufismo, più caldo è il colore. Un Persiano silver tabby da show non dovrebbe avere alcuna macchia brown. Se allevate gatti silver e supportate la teoria che il brown nei gatti silver è causato dal rufismo, vorrete quanto meno rufismo possibile. Anche altri colori sono affetti da rufismo, ma non tanto quanto nelle variazioni sopra menzionate.

## Accoppiamento
Il rufismo non si trasmette nelle cucciolate future ma è consigliabile non accoppiare gatti "silver" con gatti brown tabby se si vuole far partecipare i discendenti alle mostre feline, (anche se spesso il rufismo c'è ma non si mostra neppure all'occhio esperto dei giudici), mentre il mix di colori che il rufismo determina spesso giova in un allevamento, perché crea delle sfumature dorate nel sottopelo del brown e, dona al gatto brown o al black tabby una tonalità singolare, chiamata "golden".